# کیشی، دونگوان
کیشی، دونگوان (به لاتین: Qishi) یک شهرک در جمهوری خلق چین است که در دونگوان واقع شده‌است.